# Wojciech Grodzki
Wojciech Grodzki (ur. 1966, zm. 30 grudnia 2020) – polski sędzia żużlowy, od 1996  klasy międzynarodowej.
Od 2005 sędziował zawody Grand Prix, m.in. następujące turnieje tego cyklu:
- GP 2005 (3) – GP Słowenii, GP Danii i GP Włoch,
- GP 2006 (3) – GP Słowenii, GP Wielkiej Brytanii, GP Skandynawii.

Syn Andrzeja, działacza żużlowego.